# ACM Transactions on Graphics
ACM Transactions on Graphics (abrégé en TOG) est une revue scientifique bimestrielle à comité de lecture dans le domaine de l'infographie ; elle est publiée par l'Association for Computing Machinery depuis 1982.

## Description
Le rédacteur en chef est, en 2020, Marc Alexa de l'université technique de Berlin. 
ACM Transactions on Graphics publie des articles de recherche en infographie, où ce terme est entendu au sens large pour inclure des sujets relatifs au rendu, à la modélisation, à l'animation et à l'imagerie. Parmi les exemples de sujets admis, il y a la modélisation géométrique, le matériel graphique, les technologies de rendu, la conception assistée par ordinateur, la couleur, la perception, la géométrie numérique, la photographie numérique, les facteurs humains, la synthèse d'images, les techniques d'interaction (à la fois en 2D et en 3D), les modèles d'éclairage, la simulation physique, la réalisation et les techniques en temps réel.
La revue TOG accepte des articles sur des applications nouvelles aussi bien que des contributions de recherche traditionnelles.
La revue TOG est bimestrielle. Elle a des liens étroits avec ACM SIGGRAPH. De plus, et depuis 2003, tous les articles acceptés à la conférence annuelle SIGGRAPH sont publiés dans un numéro spécial d'été de la revue. À partir de 2008, les articles présentés lors de SIGGRAPH Asia sont imprimés dans un numéro spécial de novembre-décembre. 
Les cahiers d'une année sont groupés en un volume. Les articles d'une même année sont numérotés consécutivement.

## Résumés et indexation
La revue est indexée, et les résumés sont publiés notamment dans Scopus (Elsevier) ou DBLP.
Le facteur d'impact sur Biobox est de 4,38 en 2017. Sur SCImago Journal Rank, il est de 4,01 en 2019. Elle y est classée 18e dans la liste des publications en informatique en 2019.